# Matriz de puntos

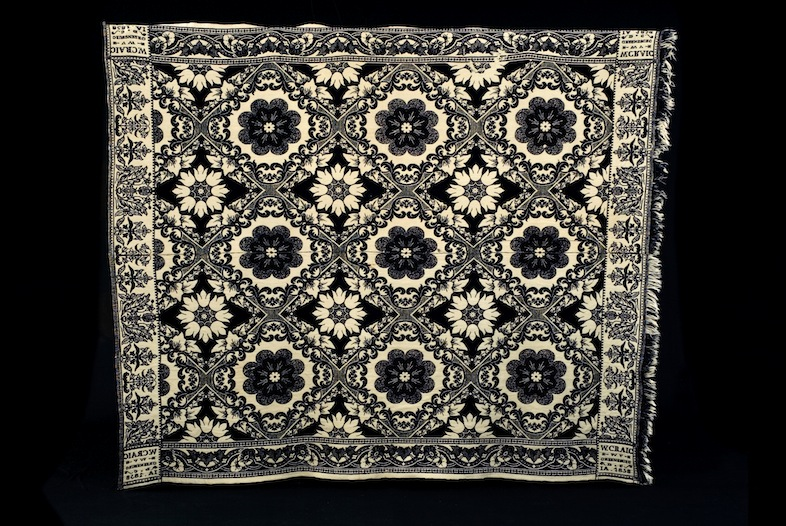
Patrón de matriz de puntos tejido en tela en 1858 utilizando tarjetas perforadas en un telar Jacquard.

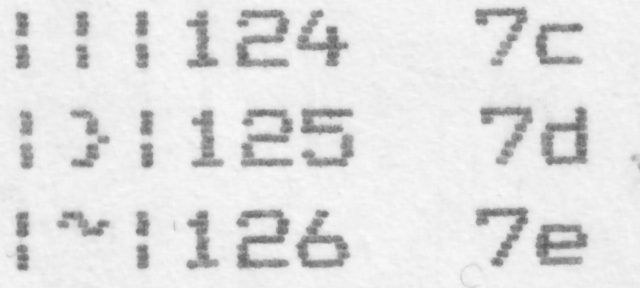
Vista de primer plano del texto de matriz de puntos producido por una impresora de impacto.

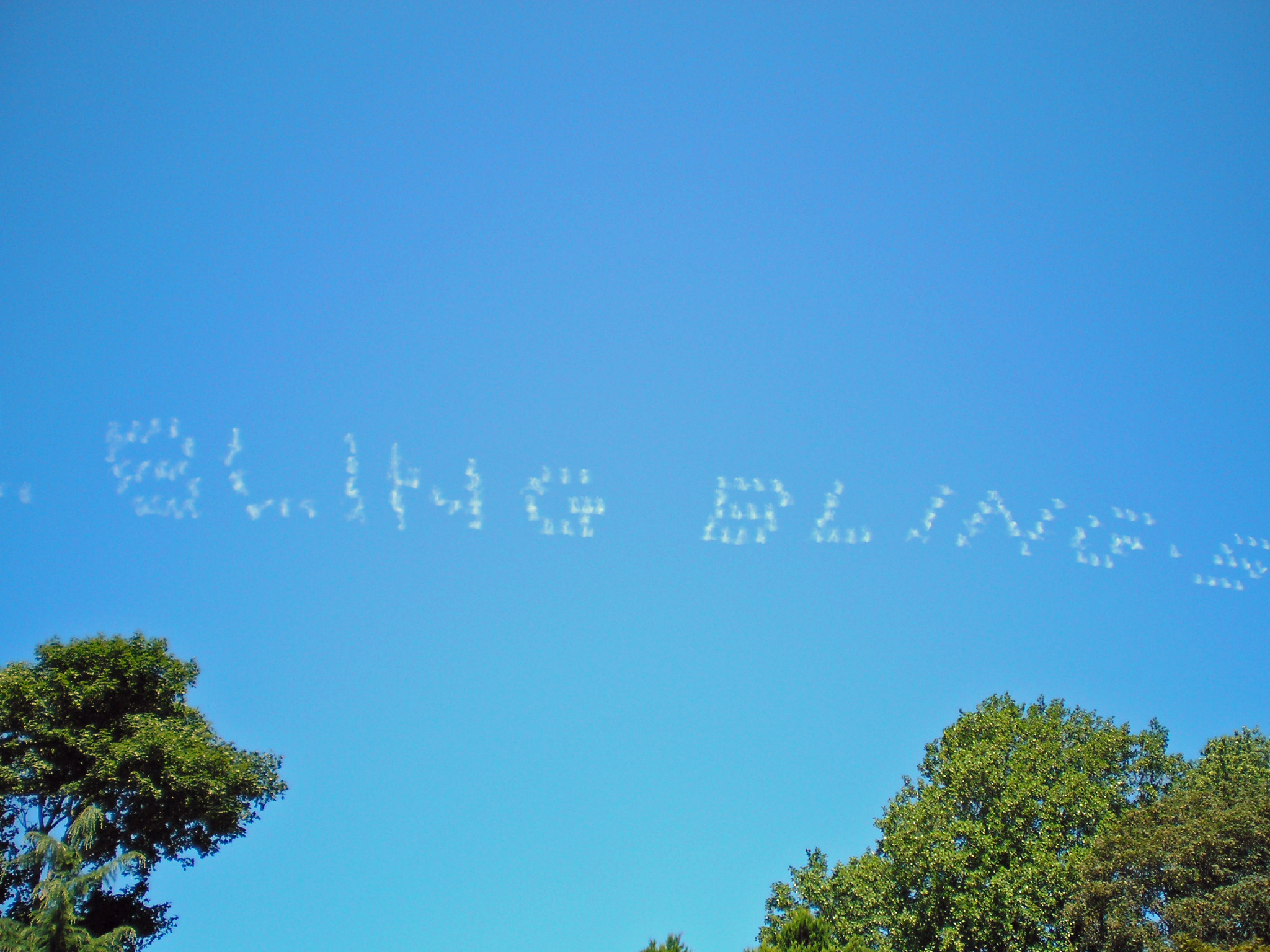
Escritura en el cielo de matriz de puntos.

Una matriz de puntos es un patrón en una matriz de 2 dimensiones que se utiliza para representar caracteres, símbolos e imágenes. Cada tipo de tecnología moderna utiliza matrices de puntos para mostrar información; se pueden citar entre las más importantes (excluyendo sus nuevas versiones "smart"): los teléfonos móviles, los televisores y las impresoras . También se utilizan en la industria textil, por ejemplo: haciendo tramas en algunos tejidos o artesanalmente en el punto de cruz.
Una forma alternativa de visualización de información mediante líneas y curvas se conoce como pantalla vectorial, la cual se utilizaba con dispositivos informáticos iniciales como las pantallas de radar de control de tráfico aéreo y plóteres basados en bolígrafos, pero que ha entrado en desuso. Las pantallas vectoriales electrónicas eran sólo monocromáticas y, o bien no llenaban los interiores de formas de vector cerradas, o el relleno a formatear era lento, requería mucho tiempo y, a menudo, no era uniforme, como el caso de los trazadores de plumas.
En las impresoras, los puntos suelen ser las zonas más oscuras del papel. En las pantallas, los puntos pueden iluminarse, como en una pantalla LED, CRT o LCD, o ser oscuros, como en una pantalla de LCD líquido o en una impresora matricial.

## Uso en ordenadores
Aunque la producción de ordenadores modernos es generalmente la forma de matrices puntuales (técnicamente hablando), las computadoras pueden almacenar datos internamente como matriz de puntos o como un patrón de líneas vectoriales y curvas. La codificación de datos vectoriales requiere menos memoria y menos almacenamiento de datos, en situaciones donde las formas pueden necesitar ser redimensionadas, al igual que los tipos de letra. Para obtener la máxima calidad de imagen utilizando sólo fuentes de matriz de puntos, habría que almacenar un patrón de matriz de puntos independiente para las diferentes tamaños de puntos potenciales que se podrían utilizar. En su lugar, un único grupo de formas vectoriales se utiliza para representar todos los patrones específicos de matriz de puntos necesarios para la visualización o trabajo de impresión actuales.

### Todos los puntos direccionables
Todos los puntos direccionables (APA) o píxeles direccionables, en el contexto de una matriz de puntos en un monitor de ordenador o cualquier dispositivo de visualización que conste de una matriz de píxeles, se refiere a un arreglo por el cual los bits o las celdas pueden ser controlados individualmente, en lugar de reescribir toda la matriz, o regiones definidas como caracteres, cada vez que se necesita un cambio.
Generalmente, los modos de texto no son direccionables a todos los puntos, mientras que los modos gráficos sí lo son. Con el advenimiento de un hardware de gráficos más potente para ordenador, el uso y la importancia de los modos de visualización sólo de texto ha disminuido y, con los modos gráficos, generalmente se da por hecho que son "todos los puntos direccionables ".

## Uso en impresoras
El proceso de realización de la impresión de matriz de puntos puede conllevar impresoras de matriz de puntos, tanto para impresoras de impacto como sin impacto (inyección, sublimación, láser).
Casi todas las impresoras de ordenador modernas (tanto de impacto como de no impacto) crean su juego de caracteres como una matriz de puntos y pueden utilizarlas.
- Impresora láser
- Impresora de inyección
- Impresora matricial

- Impresora de sublimación de tinta
- Impresora de chorro de tinta
- Impresora láser
- Impresora térmica

Salvo las impresoras de matriz de puntos con impacto, no es habitual llamarlas empleando este término.
Las impresoras que no son, sin embargo, lo que el New York Times llama una "impresora de impacto de matriz de puntos" no llaman impresoras de matriz de puntos. Las impresoras de impacto sobreviven donde se necesitan imprimir formularios con varias copias, ya que las agujas pueden imprimir puntos a través de múltiples capas de papel para hacer una auto-copia idéntica a la original, por motivos de seguridad (evitar falsificaciones).
Como impresora de impacto, el término se refiere principalmente a impresoras de impacto de baja resolución, con una columna de 8, 9 o 24 "agujas" que impactan sobre el papel a través de una cinta de tela impregnada de tinta, como una cinta de máquina de escribir, contrastando con las impresoras de bola o de cilindro, las impresoras de margarita y las impresoras de líneas que utilizan una forma fija con relieve de tipo de metal o plástico para marcar el papel.
Todas las impresoras electrónicas suelen generar datos de imagen como proceso en dos pasos. Primero, la información que se quiere imprimir se convierte en una matriz de puntos mediante un procesador de imágenes de trama, y la salida es una matriz de puntos denominada imagen de trama, que es una representación de la página completa de la información que se ha de imprimir. El procesamiento de la imagen raster se puede producir a la impresora mediante un lenguaje de descripción de página, tales como Adobe Postscript, o puede ser realizado mediante un software de control de impresora instalado en el ordenador del usuario .
Las impresoras de impacto de principios de los años ochenta utilizaron una forma sencilla de procesamiento de imágenes de raster interno, utilizando juegos de caracteres de mapa de bits integrados de baja resolución para representar datos de caracteres en bruto enviados desde el ordenador y sólo podían almacenar datos de matriz de puntos suficientes para una línea de impresión a la vez. El procesamiento de la imagen de raster externo era posible, como para imprimir una imagen gráfica, pero normalmente era extremadamente lento y los datos se enviaban línea por línea a la impresora de impacto.
Según la tecnología de la impresora, puede que el tamaño del punto o la forma de la parrilla no sean uniformes. Algunas impresoras son capaces de producir puntos más pequeños y pueden intercalar los puntos pequeños en las esquinas más grandes para conseguir antialiasing . Algunas impresoras tienen una resolución fija en el cabezal de impresión, pero con un micro-paso mucho más reducido para la alimentación de papel mecánico, lo que resulta en resoluciones de impresión no uniformes superpuestas por puntos como 600 × 1200 ppp.
Una matriz de puntos es útil para llegar a marcar materiales diferentes del papel. En la industria manufacturera, muchas aplicaciones de marcaje de productos utilizan métodos de impacto o de inyección de tinta de matriz de puntos. Esto también se puede utilizar para imprimir códigos matriciales 2D, por ejemplo Datamatrix.

## Matriz de LEDs

Una pantalla de matriz de LED que escanea por filas mostrando la letra W

Una pantalla de matriz de LEDs o pantalla LED, es una pantalla de matriz de puntos grande y de baja resolución, útil tanto para visualizaciones de información tanto industriales como comerciales, así como para las interfaces hombre-máquina. Consiste en una matriz 2-D de diodos con sus cátodos unidos en filas y sus ánodos unidos en columnas (o viceversa). Controlando el flujo de corriente a través de cada "par fila y columna", es posible controlar cada LED de forma individual. Mediante la multiplexación, la exploración a través de las filas, y la activación rápida de los LED, se pueden crear caracteres o imágenes quer muestren la información al usuario. Al variar la frecuencia de impulso para LED, la pantalla puede aproximar los niveles de brillo. Los LED de varios colores o los LED de color RGB permiten utilizarlos como visualización de imágenes a todo color. La frecuencia de refresco normalmente debe ser lo suficientemente rápida para evitar que el ojo humano detecte el parpadeo.
La diferencia principal entre una matriz de LED corriente y una pantalla OLED es la gran resolución los puntos de la última. El monitor OLED funciona conceptualmente igual, excepto que hay muchas veces más puntos y todos son mucho más pequeños, lo que permite obtener más detalles en los patrones que se muestran.